# Cristinia brevicellularis
Cristinia brevicellularis är en svampart som beskrevs av Hjortstam 1993. Cristinia brevicellularis ingår i släktet Cristinia och familjen Stephanosporaceae.   Inga underarter finns listade i Catalogue of Life.